# Audi A3 III
Cet article concerne la troisième génération de l’Audi A3. Pour des informations générales sur l’Audi A3, consultez Audi A3.
L'Audi A3 III (désignation interne 8V) est une berline compacte du constructeur automobile allemand Audi. Elle est la troisième génération de l'A3 qui est disponible depuis 2012 et remplace l'Audi A3 (8P). Elle est élue « Voiture mondiale de l'année 2014 » (World Car of the Year) à l'occasion du salon de New York.

## Historique du modèle
Le véhicule est présenté en version trois portes le 6 mars 2012 au salon international de l'automobile de Genève. L'intérieur est présenté en avance au Consumer Electronics Show (CES) 2012.
Le lancement sur le marché du modèle trois portes a eu lieu le 24 août 2012. Le modèle cinq portes, la Sportback, est disponible en Allemagne depuis le 15 février 2013; sa présentation officielle a eu lieu au Paris Motion Festival 2012. Le 27 mars 2013, Audi a présenté la berline à malle dans le cadre d'une avant-première en ligne, elle a eu sa présentation officielle au Salon de l'automobile de New York (NYIAS) et elle est sur le marché depuis fin août 2013. L'A3 Cabriolet a été présentée au Salon de l'automobile de Francfort 2013 et est apparue chez les concessionnaires au printemps 2014.
En avril 2016, un lifting du véhicule a été présenté.

## Production

### Période de construction
- Berline à hayon trois portes : de mai 2012 à septembre 2017
- Berline à hayon cinq portes (Sportback) : de septembre 2012 à février 2020
- Berline à malle quatre portes (Berline) : de mai 2013 à février 2020
- Cabriolet : de janvier 2014 à février 2020

### Lieu de production
L'Audi A3 8V est fabriquée sur deux sites : les modèles trois et cinq portes à Ingolstadt, la Berline et le cabriolet chez Audi Hongrie à Győr.

## Technologie et équipement

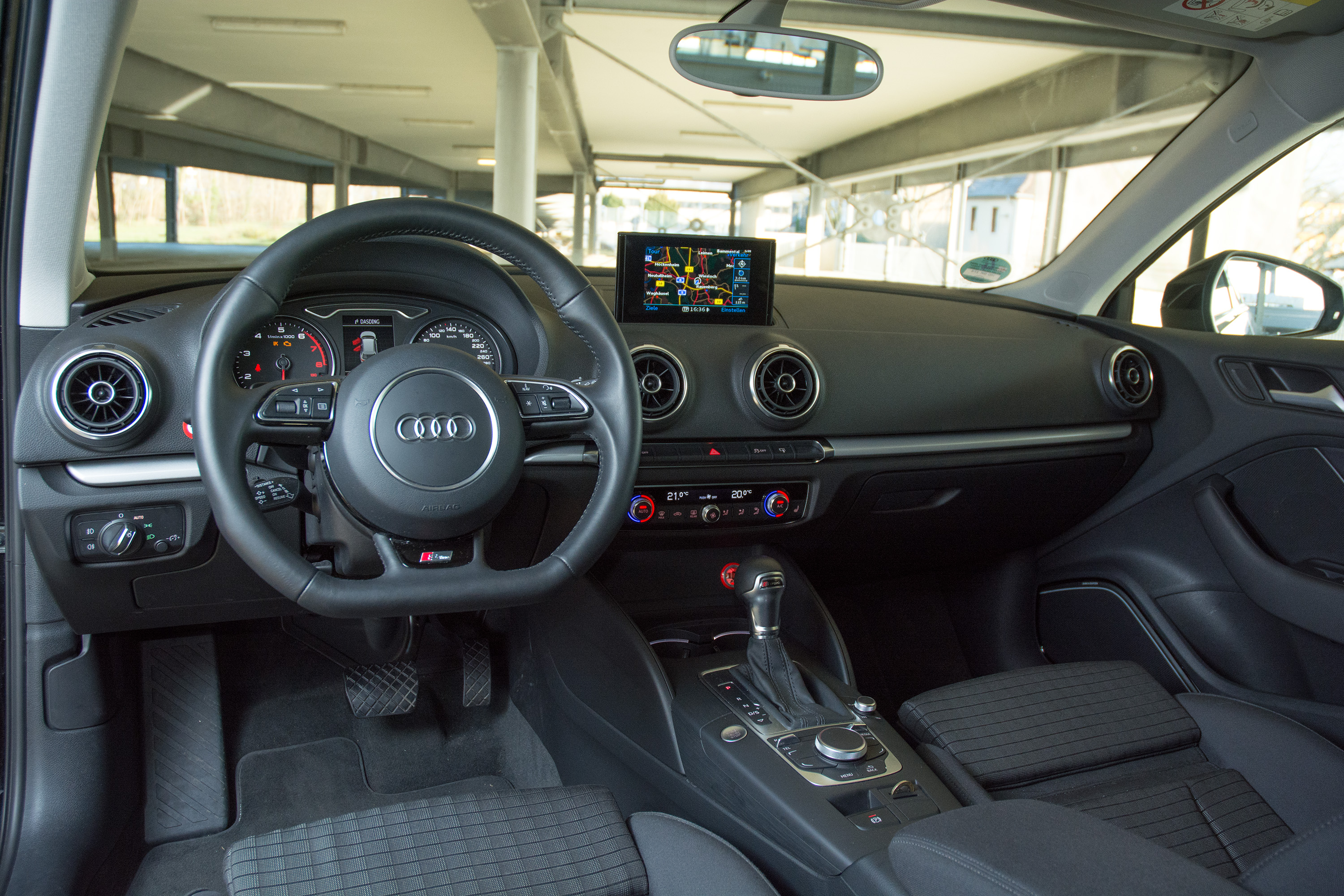
Intérieur

Tous les moteurs sont équipés de turbocompresseurs. L'Audi A3 et la Golf VII sont les deux premiers modèles du groupe Volkswagen à être basés sur la matrice transversale modulaire (MQB); de nombreux autres modèles sont désormais également basés sur la plate-forme MQB.
Une nouveauté sur le modèle trois portes est le toit ouvrant panoramique en verre. Les nouveautés générales de l’A3 sont les feux arrière qui utilisent la technologie LED en conjonction avec les phares au xénon ou à LED, le frein de stationnement électrique et le démarrage sans clé.

### Infodivertissement
Avec l'A3 8V, Audi a introduit un certain nombre d'innovations dans la catégorie des automobiles compactes, telles que le système de navigation/d'exploitation du véhicule Audi MMI avec un pavé tactile intégré qui peut aussi être commandé par bouton rotatif/poussoir. Une autre nouveauté est la soi-disante cabine téléphonique d’Audi - un compartiment dans l'accoudoir central dans lequel le téléphone portable peut être placé, après quoi une connexion sans fil à l'antenne de toit du véhicule est établie pour une meilleure réception. Dans le même temps, le rayonnement de l'antenne téléphonique est considérablement réduit à l'intérieur. Jusqu'à présent, la connexion à une antenne externe n'était possible que via un support de téléphone portable correspondant. Pour la première fois dans l'A3, on retrouve également un écran escamotable électriquement pour le système de radio/navigation. Les réglages de l'Audi Drive Select peuvent également y être consultés, c'est-à-dire les réglages individuels du véhicule en mode Dynamic (sportif), Efficiency (économie de carburant), Comfort (confortable) ou Individual (réglages séparés individuellement pour la résistance de la direction, la réponse du moteur et le régulateur de vitesse adaptatif si installé).

### Systèmes d'aide à la conduite
Il existe également d’autres systèmes d’aide à la conduite disponibles moyennant des frais supplémentaires, tels que le radar de régulation de distance, l’assistant de changement de voie, l’alerte de franchissement involontaire de ligne actif ou les feux de virage dynamique avec assistant de feux de route.

### Niveaux de finition
- Attraction : Le modèle de base a des roues en acier de 16″ (roues en aluminium coulé de 16″ pour le cabriolet et la berline tricorps), volant à quatre branches, sièges normaux avec housses en tissu et réglage en hauteur des sièges avant. Également un frein de stationnement électromécanique et une direction assistée.
- Ambition : Sur l’Ambition, des pneus de 225 mm de large sont montés sur des roues en aluminium de 17″ et la carrosserie est abaissée de 15 mm. Cet équipement comprend également un intérieur sportif avec un volant sport en cuir avec un design à 3 branches et des sièges sport à l'avant ainsi que des seuils de porte avec des inserts en aluminium.
- Ambiente : La variante Ambiente a des roues en aluminium de 16″, volant en cuir à quatre branches, accoudoir central avant avec vide-poches, divers rangements supplémentaires, capteur de lumière/pluie, système d'information pour le conducteur et un régulateur de vitesse.
- S line : La S line Sportpaket comprend des roues spéciales en aluminium de 18", volant sport en cuir avec un design à trois branches, pommeau de levier de vitesses en cuir, sièges sport en cuir avec estampage S-line et de plus, une caisse abaissée de 25 mm au lieu de 15 mm. Le lettrage "S line" est également apposé sur les garnitures de seuil de porte.

De nouvelles gammes d'équipements ont vu le jour depuis le lifting de juin 2016 (cf. Audi A4). Les variantes précédentes, Attraction, Ambition et Ambiente, ont été remplacées par les finitions A3 (base), A3 Sport et A3 Design.
- A3 : L'équipement de base comprend des roues en acier de 16″.
- A3 Sport : La gamme d'équipements sportifs comprend un volant en cuir multifonction, jantes en aluminium de 17″, sièges sport et Drive Select.
- A3 Design : La finition haut de gamme comprend un volant en cuir multifonction, jantes en aluminium de 17″, console centrale avec revêtement en similicuir et l’option lumière et brillance.

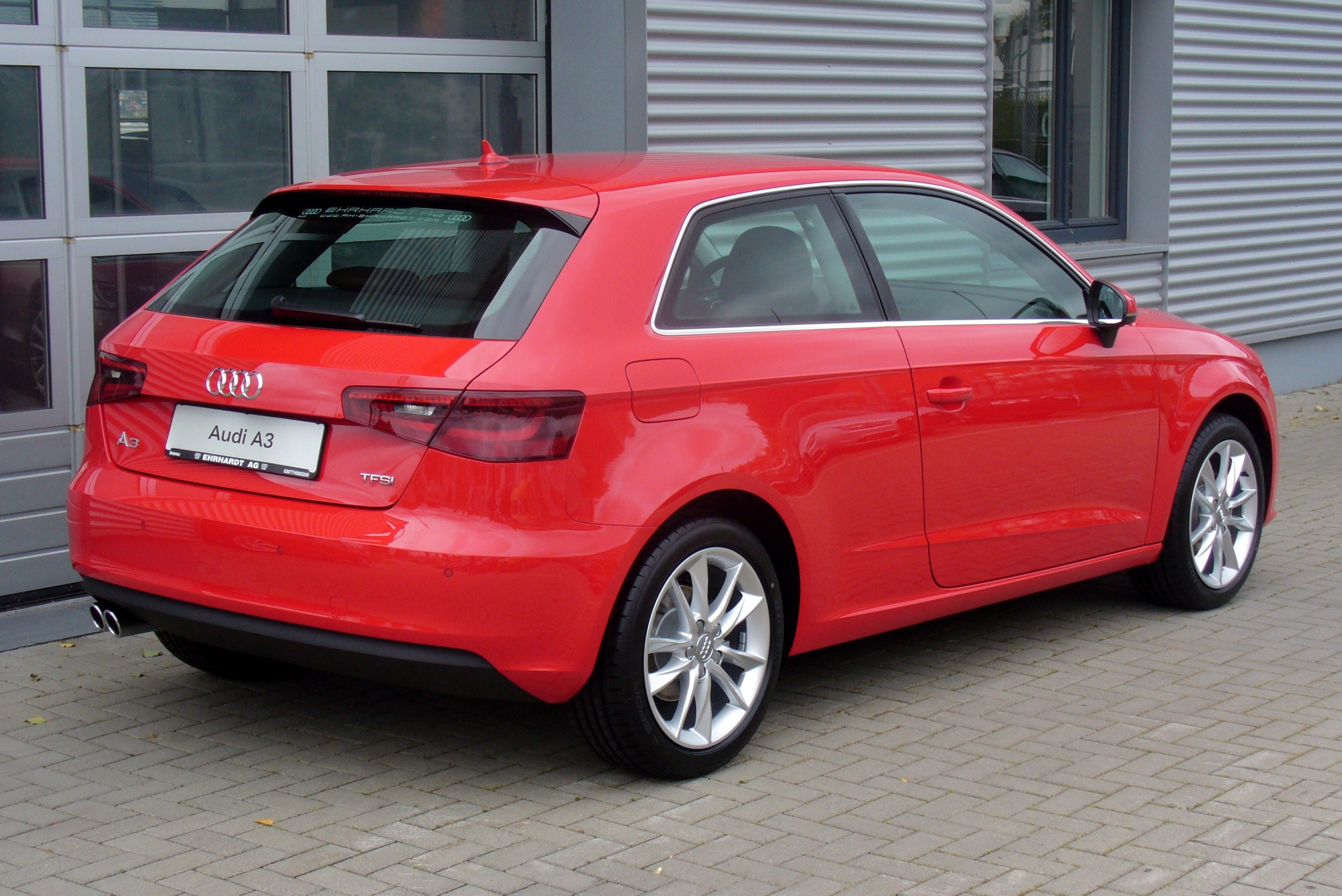
Vue arrière (2012–2016)
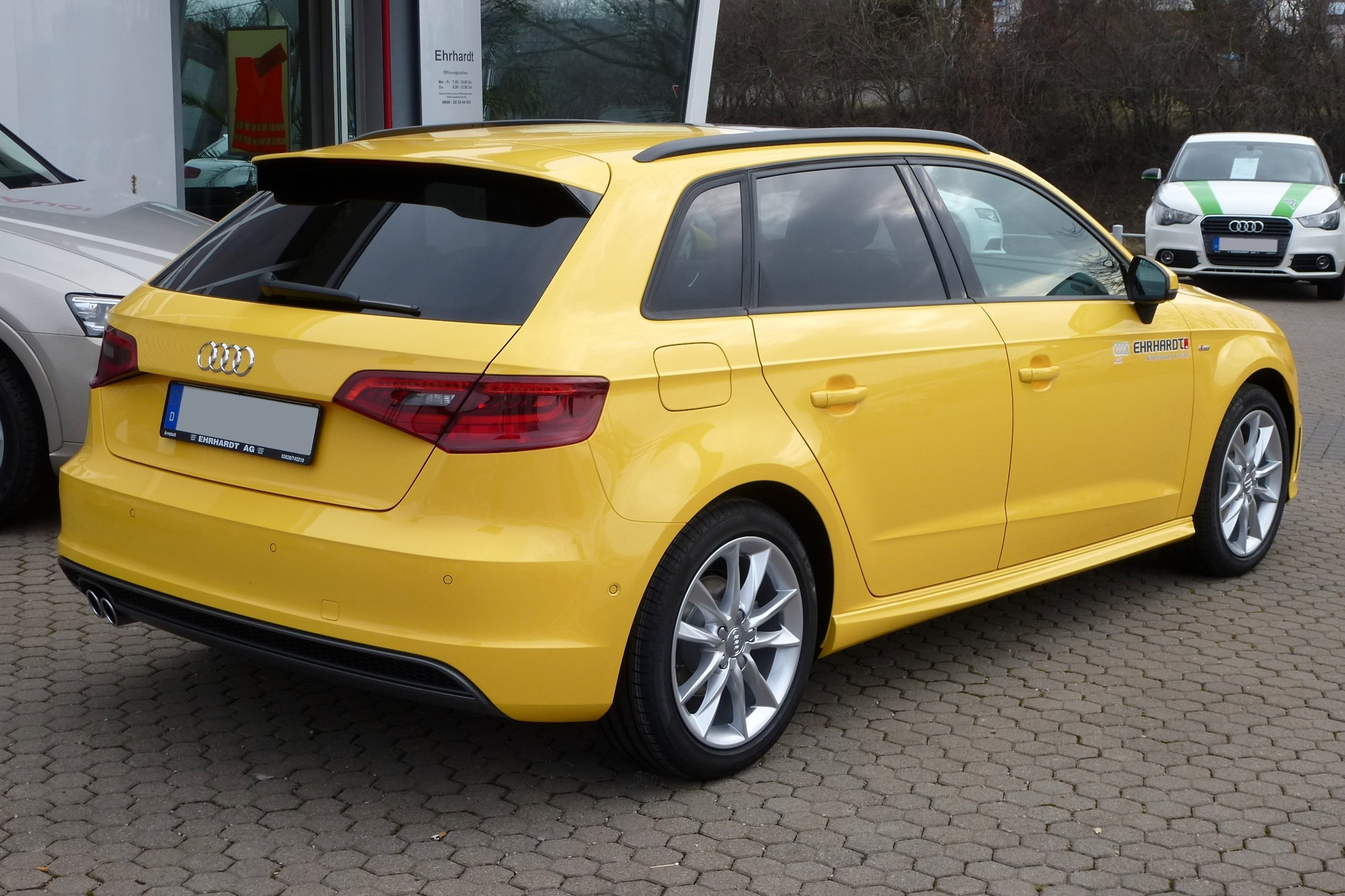
Audi A3 Sportback (2012–2016)
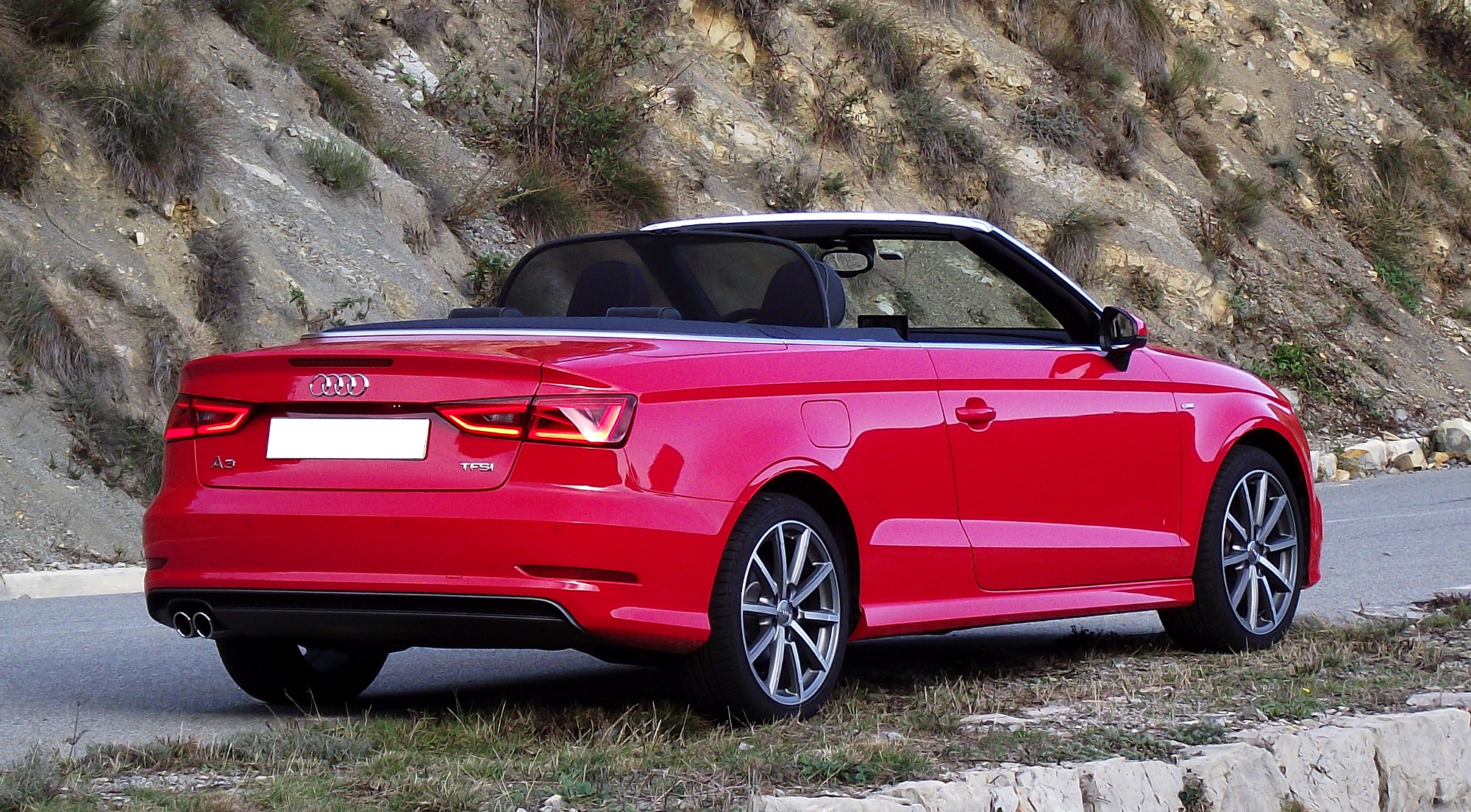
Audi A3 cabriolet (2014–2016)

## Moteurs
Initialement, un moteur essence à injection directe (TFSI) de 1,4 litre et d'une puissance maximale de 90 kW (122 ch) et un moteur essence de 1,8 litre d’une puissance maximale de 132 kW (180 ch) et avec une transmission à double embrayage (S tronic) étaient proposés. Le niveau de performance le plus bas du moteur diesel avec turbocompresseur et injection directe à rampe commune (TDI) de 2,0 litres est d’une puissance de 110 kW (150 ch). Le moteur TDI de 1.6 L avec une puissance maximale de 77 kW (105 ch), une consommation de carburant combinée de 3,9 litres de diesel aux 100 kilomètres et 99 g/km d'émissions de CO2 est disponible depuis août 2012.
Depuis février 2013, un moteur essence (le TFSI COD de 1.4 L) avec désactivation des cylindres, une puissance maximale de 103 kW (140 ch) et un couple maximal de 250 Nm entre 1500 et 3500 tr/min est également disponible.
Depuis février 2014, le moteur essence TFSI de 1.4 L est également disponible avec une propulsion au gaz naturel (g-tron) et une puissance maximale de 81 kW (110 ch) pour la variante cinq portes (Sportback).
Depuis novembre 2014, la berline cinq portes, la Sportback, est également disponible en version hybride rechargeable (e-tron) avec un moteur essence de 1,4 litre (110 kW) et un moteur électrique (75 kW). Selon les spécifications d'usine, elle a une autonomie purement électrique jusqu'à 50 km, et l'autonomie totale, avec le moteur à combustion, va jusqu'à 940 km.
Après l'abandon progressif du moteur essence de 1,4 litre à entraînement au gaz naturel (moteur TFSI g-tron de 1.4 L), il existe depuis mars 2019 un moteur d’une cylindrée de 1,5 litre et d'une puissance maximale de 96 kW (131 ch) (moteur TFSI g-tron de 1.5 L).

## Lifting

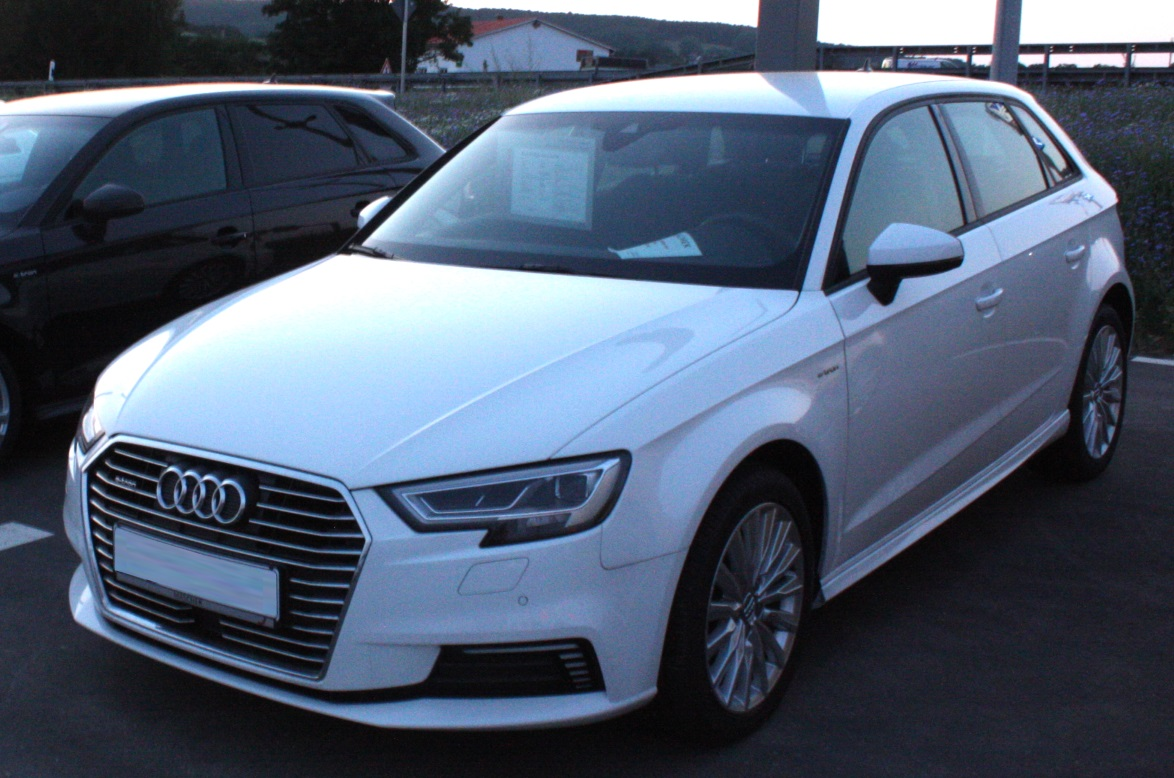
Audi A3 E-Tron de 2018

En avril 2016, Audi a annoncé un lifting pour l’été 2016 pour les modèles A3 et S3. En plus des modifications visuelles de la carrosserie, des phares et des feux arrière, d'autres systèmes d'assistance, l'interface smartphone d’Audi et le cockpit virtuel d’Audi sont désormais disponibles. Pour la première fois, l'A3 dispose également d'un volant chauffant et d'un siège conducteur avec une fonction de massage. Les phares au xénon font partie de l'équipement standard; ils remplacent les phares à halogènes. Alternativement, des phares entièrement à LED ou des phares à matrice LED peuvent être commandés. Audi propose également des moteurs révisés. De plus, l'éclairage des commandes est passé du rouge au blanc. Les désignations des variantes d'équipement ont été remplacées par de nouvelles désignations (cf. Audi A4).

## Audi A3 Berline

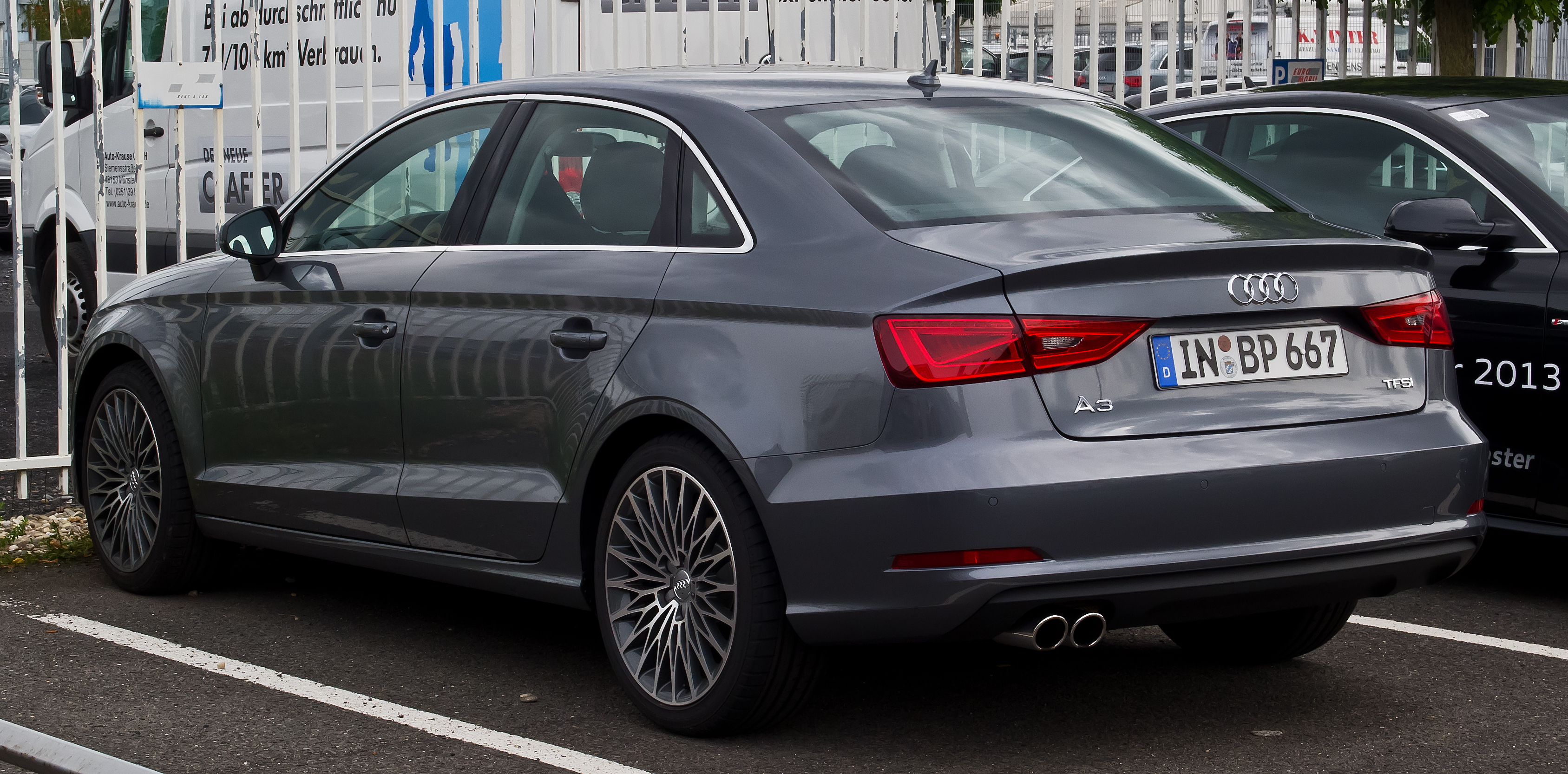
Audi A3 Berline

L'A3 Berline est la variante tricorps du véhicule. Aux États-Unis, cela s'appelle une sedan, au Royaume-Uni, cela s'appelle une saloon. L'automobile est plus courte de 24 centimètres que l'Audi A4; Comme pour toutes les autres variantes de carrosserie, le moteur est installé transversalement et non longitudinalement comme dans l'A4. L'Audi A3 Berline est disponible avec tous les moteurs essence allant du TFSI de 1.0 L au TFSI de 2.5 L (RS3), à l'exception du TFSI de 1.2 L.

## Audi A3 e-tron

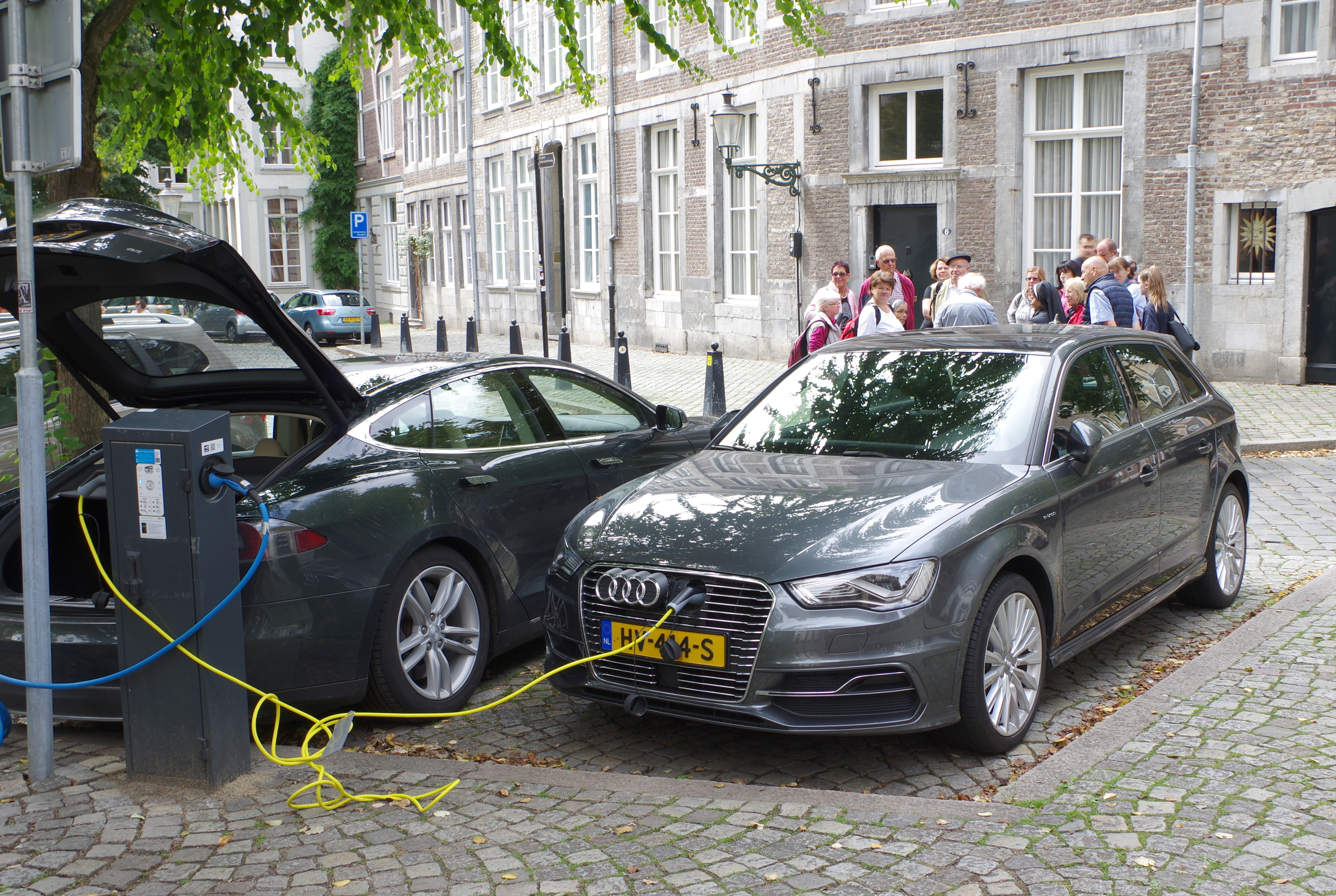
Audi A3 e-tron à une borne de recharge à Maastricht

Lancée en novembre 2014, l'Audi A3 Sportback e-tron est une voiture compacte avec une propulsion hybride rechargeable de série. Elle dispose d'un moteur à combustion combiné avec un moteur électrique. Le moteur essence à injection directe de carburant (TFSI) de 1,4 litre a une puissance maximale de 110 kW (150 ch) et fonctionne via un embrayage avec le moteur électrique qui a une puissance de 75 kW (102 ch). Le moteur électrique en forme de disque a une transmission automatique S-tronic à six vitesses nouvellement conçue intégré. Les deux moteurs se complètent, la puissance du système de l'A3 est de 150 kW (204 ch). Le moteur électrique a un couple maximal (330 Nm) dès le démarrage et jusqu'à environ 2000 tr/min, le moteur essence atteint son couple maximal de 250 Nm dans une plage allant de 1750 à 4000 tr/min. Le couple du système est de 350 Newton mètres.
La batterie lithium-ion d'une capacité de 8,8 kWh est protégée sous la banquette arrière et le plancher du coffre; le coffre de l'Audi A3 Sportback e-tron ne fait donc que 280 litres. La batterie peut être complètement chargée en environ 3h45 sur des prises domestiques standard. L’autonomie purement électrique peut aller jusqu'à 50 kilomètres. La consommation combinée de carburant standard est de 1,5-1,7 l/100 km (114,0-124,0 Wh/km), l'autonomie maximale est de 940 kilomètres.
Au cours de l'année modèle 2019, l'A3 e-tron n'était plus disponible en raison du passage au procédure d'essai mondiale harmonisée pour les véhicules légers. En novembre 2018, Audi a annoncé la fin officielle de la production.
L'Audi A3 e-tron est à nouveau disponible sur le marché européen depuis octobre 2019.

## Concept A3 Clubsport quattro
Pour le rassemblement GTI de 2014, Audi a construit un concept car basé sur la S3 Berline. Le concept A3 clubsport quattro est doté d'un moteur cinq cylindres en ligne turbocompressé de 2,5 litres d'une puissance maximale de 386 kW.